# ボニート×ボニート
ボニート×ボニートは、2014年12月27日に結成された宮崎県日南市油津から生まれたお魚アイドル。日南市公認の日本の女性アイドルグループ。ボニートとは“カツオ”の意味。カツオ一本釣り漁日本一のまち日南市の商店街の活性化のために泳ぎ続ける。南国っぽく曲は全てレゲエ“reggae”。
日南市公認ふるさとPRアイドル、宮崎県おさかなビジネス拡大協議会の公認アイドル。現在、正規メンバーは“みゆ”“ふうか”“みうな”“ちせ”“みさと”“ごまき”の6名。
小学1年生、小学3年生から始めた彼女たちは現在中学生、高校生に。メンバーは日南市と宮崎市に在住しており、宮崎県内外で観光PRを取り入れたライブ活動を変わらず続けている。
日南でのレッスンは【油津YOTTEN】、宮崎は【Real Steppers Production】のスタジオで行っている。年間300ステージのパフォーマンスの年もあった。日南市だけではなく、宮崎市の観光PRもライブ中に織り交ぜながらのステージグを行っている。
オリジナル曲9曲、ラップやシンガーを交えたレゲエスタイル。作詞に挑戦したり、DJやハーモニカINST891とセッションと 音楽幅を広げながらライブを始めている。プロデューサーは宮崎市広島通にダンススクールスタジオを持つ経営者、ダンサーでCM振付けも手掛ける、レゲエシンガー、イベンター、作詞家ごとーまき。町づくりといえば、堀江貴文（ホリエモン）と地方創生トークセッションの経験のある彼女だろう。

## 概要
プロデューサーで宮崎市でスクール運営するレゲエダンス＆シンガー・ごとーまきが、ダンスに触れることのない日南市の方々にダンスの楽しさを教えたい思いで単身で乗り込んだ。理由は祖母が日南市出身という縁もあったことから。2014年12月当時はダンスレッスンする場もなく油津（あぶらつ）商店街のアーケード下の真っ暗闇の場所で現在のボニート×ボニートメンバー（当初集まったのは3名）と一緒にスタート。商店街は空き店舗が目立つシャッター通り。ショーウィンドーを鏡代わりに歌やダンスの練習を始めた。アーケードに空いた穴から落ちる雨水でできた水たまりを避け、夜は投光器で周囲を照らした。
- 2014年12月27日にボーカル＆ダンスユニット「ボニート×ボニート」が結成。コンセプトは「小学生とレゲエと鰹」。ライブの最初と最後に「あなたのハートを一本づり♡」と掛け声をする。PRするものは、【油津には世界から豪華客船が訪れる大きな港がある】【美味しいカツオ料理】【カツオ一本釣り漁日本一のまち】【美しい日南海岸】【沢山の種類の地元の焼酎】が待っている。さあ、油津、日南市、宮崎県においでください！と。地元特産のカツオの模型を頭につけながら、日南市を広くPRするために日々歌い、踊っている。

- 2017年4月、総勢150組の全国アイドル、シンガーからNo.1を決定する「すきドル 4 - 参加型カラオケの決定版」に参戦[3]。
- 2018年
  - 5月、オリジナル曲第一弾の『じゅんびはいーか!!』は、フジテレビ系『魔女に言われたい夜〜正直過ぎる品定め〜』（MC麒麟・川島明）の5月度エンディングテーマに起用された[4]。
  - 10月18日、﨑田恭平・日南市長から日南市初の公認アイドル日南市ふるさとPR公認アイドルに任命された[2]。同年11月、東京遠征。男はつらいよイベント（寅さんサミット）、ボートレース平和島イベントに招待される。渋谷のマルイイベントではボニート×ボニートの噂をかけつけたプロインタビュアー吉田豪が駆け付け称賛の声を浴びさせた[5]。
  - 12月、日本ご当地アイドル活性協会から、これから来るだろうアイドルセレクト企画「2018年（第11回）下半期アイドルセレクト10」に選出される[6]。
- 2019年
  - 6月17日、「2019年上半期（第12回）アイドルセレクト10」に2回目の選出[7]
  - 12月16日、「2019年下半期（第13回）アイドルセレクト10」に3回目の選出[8]

- 2020年
  - 7月9日、「2020年上半期（第14回）アイドルセレクト10」に4回目の選出[9]
  - 2020年12月22日、[2020年下半期（第15回）アイドルセレクト10」に5回目の選出[10]
- 2021年
  - 7月2日、「2021年上半期（第16回）アイドルセレクト10」に6回目の選出[11]
  - 12月17日、「2021年下半期（第17回）アイドルセレクト10」に7回目の選出[12]

出演まとめ（順不同）
- 秋葉原アイドルフェス
- 渋谷LOFT9/タワーレコード嶺脇郁夫社長トークセッション＆ライブ
- 渋谷マルイ ワンマンライブ
- 東京葛飾柴又【寅さんサミット】
- 東京大田区ふれあいフェス
- 福岡アイドルmagic
- AFE/福岡スカラエスパシオ
- 大堂津音楽祭1
- 大堂津音楽祭2
- 日南夜市
- 南郷命のプロジェクト
- 国土交通省 大淀川リビング2
- 国土交通省 大淀川リビング3
- 夢グルメキッチンカーフェス
- 大阪神聖フレラモMIYAZAKIツアー
- よおこそfes
- 宮崎駅前感謝祭り
- アミーロード感謝祭
- みやざき遊びロード
- 大街市祭り
- 一番街こんねまつり
- まつり宮崎
- えれこっちゃみやざき
- 2015年 - 2019年：まつり「えれこっちゃみやざき」路上パフォーマンス
- 2022年7月23日：まつり「えれこっちゃみやざき」メインステージにてとりをつとめる。

## メンバー
| 名前       | 生年月日             | カラー | 活動期間                        | 備考                               |
| ---------- | -------------------- | ------ | ------------------------------- | ---------------------------------- |
| みうな     | 2008年??月??日       | 赤     |                                 | 趣味                               |
| ちせ       | 2009年2月3日（16歳） | 青     |                                 | 趣味:手芸、寝ること mowmowリーダー |
| ふうか     | 2008年5月8日（17歳） | 黄     |                                 | 趣味：読書                         |
| みさと     | ????年??月??日       | 桃     |                                 | 趣味：                             |
| ひな       |                      |        | 2021年3月25日 -                 |                                    |
| ゆく       | 2006年4月5日（19歳） |        | - 2019年3月31日 2021年3月25日 - |                                    |
| まゆか     |                      |        | 2024年 -                        |                                    |
| あいみ     |                      |        |                                 |                                    |
| アリエール |                      |        |                                 | 2023年11月25日から練習生。元mowmow |

過去のメンバー
| 名前     | 生年月日               | カラー | 活動期間                                      | 備考               |
| -------- | ---------------------- | ------ | --------------------------------------------- | ------------------ |
| そら     | 2007年6月28日（17歳）  |        | - 2019年3月31日 2021年11月23日                |                    |
| ひかり   | 2009年1月23日（16歳）  |        | - 2019年3月31日                               |                    |
| あすみ   | 2006年4月22日（19歳）  |        | - 2019年12月12日                              |                    |
| のあ     | 2006年12月24日（18歳） |        | - 2021年3月25日                               |                    |
| めいめい |                        |        | - 2021年3月25日                               |                    |
| あいり   | 2007年10月16日（17歳） |        | - 2021年3月25日                               |                    |
| 松メイ   | 2009年3月10日（16歳）  |        |                                               |                    |
| さわ     | 2006年10月6日（18歳）  |        |                                               |                    |
| ゆな     | 2006年4月18日（19歳）  |        | - 2019年3月31日 2021年3月25日 - 2023年3月19日 |                    |
| めい     |                        |        | - 2023年3月19日                               |                    |
| みゆ     | 2007年7月16日（17歳）  | 緑     | 1期生 - 2024年11月16日                        | 趣味：歌を聴くこと |

## 作品

### シングル
- じゅんびはいーか!! - 1stシングル
  - フジテレビ系『魔女に言われたい夜〜正直過ぎる品定め〜』2018年5月度エンディングテーマ[4]
- 泣いて笑ってまた明日 - 2ndシングル
- 南へGyo
- スマイルパラダイス
- introduce mySelf
- ユメツカムイツカ
- マンゴーみそ
- ともよ
- なないろ

## 出演

### テレビ
- アサデス。（KBC九州朝日放送）
- わけもん!!（MRT宮崎放送）
- じゃがじゃがサタデー（UMKテレビ宮崎）
- Journeys in Japan（NHKワールド）[13]
- 空前絶後！宮崎の〇〇をさがせ！ サンシャイン池崎withバービー（MRT宮崎放送）

### ラジオ
- アフター6ジャンクション（TBSラジオ）
- にちなんYottenラジオ（MRT宮崎放送）

### etc
- イオングループ 鮮魚店コーナにて ボニート×ボニート【おさかなジングル】power play

### 新聞
- 宮崎日日新聞
- 読売新聞
- 朝日新聞
- 九州スポーツ

### 雑誌
- 日南市広報誌『好きですにちなん』
- ソラシドエアーソラタネ
- 日南市 暮らしの便利帳

### ウェブ
- 日南テレビ！[14]
- YouTube番組
  - ボニちゅーぶ【日南市のぼるならここでしょ！】

## 姉妹ユニット
- MAGOCCI（まごっち） - 油津商店街で育ったボニート×ボニートのお姉さん達に憧れて集まった未就学児の女の子ユニット
- バーレスクMiyazaki - 宮崎初のバーレスクチーム
- TUNNY BROTHERS!（タニーブラザーズ） - TUNNY【鮪（マグロ）】のPRユニット
- Az del abelto